# Ecuador en la Copa Mundial de Fútbol Sub-20 de 2019
La selección de Ecuador fue uno de los veinticuatro equipos participantes en la Copa Mundial de Fútbol Sub-20 de 2019, torneo que se disputó entre el 23 de mayo hasta el 15 de junio del 2019 en Polonia.
Durante su participación en el Campeonato Sudamericano Sub-20 de 2019, Ecuador logró hacer historia ya que no solo logro la clasificación a un mundial de la categoría sub-20 por segunda vez consecutiva, pero también la selección logro a obtener su primer título en la historia en cualquier categoría.
Fue cuarta la participación de Ecuador en un mundial de este nivel, formando parte del Grupo B, junto a México, Italia y Japón.

## Clasificación

### Primera fase - Grupo B
| Selección | Pts | PJ | PG | PE | PP | GF | GC | Dif. |
| --------- | --- | -- | -- | -- | -- | -- | -- | ---- |
| Ecuador   | 9   | 4  | 3  | 0  | 1  | 8  | 4  | 4    |
| Argentina | 7   | 4  | 2  | 1  | 1  | 3  | 2  | 1    |
| Uruguay   | 6   | 4  | 2  | 0  | 2  | 4  | 3  | 1    |
| Paraguay  | 4   | 4  | 1  | 1  | 2  | 2  | 5  | -3   |
| Perú      | 3   | 4  | 1  | 0  | 3  | 2  | 5  | -3   |

### Fase final
| Selección | Pts | PJ | PG | PE | PP | GF | GC | Dif |
| --------- | --- | -- | -- | -- | -- | -- | -- | --- |
| Ecuador   | 10  | 5  | 3  | 1  | 1  | 6  | 2  | 4   |
| Argentina | 9   | 5  | 3  | 0  | 2  | 7  | 4  | 3   |
| Uruguay   | 8   | 5  | 2  | 2  | 1  | 6  | 5  | 1   |
| Colombia  | 5   | 5  | 1  | 2  | 2  | 2  | 2  | 0   |
| Brasil    | 5   | 5  | 1  | 2  | 2  | 3  | 5  | -2  |
| Venezuela | 4   | 5  | 1  | 1  | 3  | 3  | 9  | -6  |

### Partidos - Primera fase
| Fecha       | Lugar  | Instancia    | Local     |                      | Resultado |                     | Visitante |
| ----------- | ------ | ------------ | --------- | -------------------- | --------- | ------------------- | --------- |
| 18 de enero | Talca  | Primera fase | Ecuador   | Bandera de Ecuador   | 3:0 (2:0) | Bandera de Paraguay | Paraguay  |
| 20 de enero | Curicó | Primera fase | Uruguay   | Bandera de Uruguay   | 3:1 (2:1) | Bandera de Ecuador  | Ecuador   |
| 22 de enero | Talca  | Primera fase | Argentina | Bandera de Argentina | 0:1 (0:0) | Bandera de Ecuador  | Ecuador   |
| 24 de enero | Curicó | Primera fase | Perú      | Bandera de Perú      | 1:3 (1:2) | Bandera de Ecuador  | Ecuador   |

### Partidos - Fase final
| Fecha         | Lugar    | Instancia  | Local     |                      | Resultado |                      | Visitante |
| ------------- | -------- | ---------- | --------- | -------------------- | --------- | -------------------- | --------- |
| 29 de enero   | Rancagua | Fase final | Ecuador   | Bandera de Ecuador   | 2:1 (1:1) | Bandera de Argentina | Argentina |
| 1 de febrero  | Rancagua | Fase final | Ecuador   | Bandera de Ecuador   | 0:1 (0:0) | Bandera de Uruguay   | Uruguay   |
| 4 de febrero  | Rancagua | Fase final | Ecuador   | Bandera de Ecuador   | 1:0 (0:0) | Bandera de Colombia  | Colombia  |
| 7 de febrero  | Rancagua | Fase final | Ecuador   | Bandera de Ecuador   | 0:0       | Bandera de Brasil    | Brasil    |
| 10 de febrero | Rancagua | Fase final | Venezuela | Bandera de Venezuela | 0:3 (0:2) | Bandera de Ecuador   | Ecuador   |

## Plantel

### Lista de convocados
Entrenador:  Jorge Célico presentó su convocatoria el 25 de abril de 2019.
| N.º | Nombre             | Posición      | Edad    | Club                         |
| --- | ------------------ | ------------- | ------- | ---------------------------- |
| 1   | Moisés Ramírez     | Portero       | 18 años | Real Sociedad de Fútbol      |
| 12  | Pierre Bellolio    | Portero       | 19 años | C. D. Universidad Católica   |
| 21  | Johan Lara         | Portero       | 20 años | S. D. Aucas                  |
| 2   | Jackson Porozo     | Defensa       | 18 años | Santos F. C.                 |
| 3   | Diego Palacios     | Defensa       | 19 años | Willem II Tilburg            |
| 4   | Jhon Espinoza      | Defensa       | 20 años | S. D. Aucas                  |
| 6   | Gustavo Vallecilla | Defensa       | 19 años | S. D. Aucas                  |
| 14  | Richard Mina       | Defensa       | 19 años | S. D. Aucas                  |
| 15  | Luis Castillo      | Defensa       | 20 años | C. Atlético Santo Domingo    |
| 18  | Luis Loor          | Defensa       | 19 años | Independiente del Valle      |
| 5   | Jordy Alcívar      | Mediocampista | 19 años | Liga Deportiva Universitaria |
| 7   | Luis Estupiñán     | Mediocampista | 20 años | Mushuc Runa S. C.            |
| 8   | José Cifuentes     | Mediocampista | 20 años | C. D. América de Quito       |
| 10  | Jordan Rezabala    | Mediocampista | 19 años | Independiente del Valle      |
| 13  | Jefferson Arce     | Mediocampista | 18 años | Liga Deportiva Universitaria |
| 16  | Sergio Quintero    | Mediocampista | 20 años | Imbabura S. C.               |
| 9   | Leonardo Campana   | Delantero     | 18 años | Barcelona S. C.              |
| 11  | Alexander Alvarado | Delantero     | 20 años | S. D. Aucas                  |
| 17  | Stiven Plaza       | Delantero     | 20 años | Real Valladolid C. F.        |
| 19  | Daniel Segura      | Delantero     | 20 años | C. D. América de Quito       |
| 20  | Gonzalo Plata      | Delantero     | 18 años | Sporting de Lisboa           |

## Participación

### Partidos
| Fecha       | Lugar     | Instancia                 | Local          |                           | Resultado      |                          | Visitante     |
| ----------- | --------- | ------------------------- | -------------- | ------------------------- | -------------- | ------------------------ | ------------- |
| 23 de mayo  | Bydgoszcz | Fase de grupos            | Japón          | Bandera de Japón          | 1:1 (0:1)      | Bandera de Ecuador       | Ecuador       |
| 26 de mayo  | Bydgoszcz | Fase de grupos            | Ecuador        | Bandera de Ecuador        | 0:1 (0:1)      | Bandera de Italia        | Italia        |
| 29 de mayo  | Gdynia    | Fase de grupos            | Ecuador        | Bandera de Ecuador        | 1:0 (1:0)      | Bandera de México        | México        |
| 3 de junio  | Lublin    | Octavos de final          | Uruguay        | Bandera de Uruguay        | 1:3 (1:1)      | Bandera de Ecuador       | Ecuador       |
| 8 de junio  | Gdynia    | Cuartos de final          | Estados Unidos | Bandera de Estados Unidos | 1:2 (1:2)      | Bandera de Ecuador       | Ecuador       |
| 11 de junio | Lublin    | Semifinal                 | Ecuador        | Bandera de Ecuador        | 0:1 (0:1)      | Bandera de Corea del Sur | Corea del Sur |
| 14 de junio | Gdynia    | Partido por el 3.º puesto | Italia         | Bandera de Italia         | 0:1 (0:0, 0:0) | Bandera de Ecuador       | Ecuador       |

### Fase de grupos - Grupo B
| Selección | Pts | PJ | PG | PE | PP | GF | GC | Dif |
| --------- | --- | -- | -- | -- | -- | -- | -- | --- |
| Italia    | 7   | 3  | 2  | 1  | 0  | 3  | 1  | 2   |
| Japón     | 5   | 3  | 1  | 2  | 0  | 4  | 1  | 3   |
| Ecuador   | 4   | 3  | 1  | 1  | 1  | 2  | 2  | 0   |
| México    | 0   | 3  | 0  | 0  | 3  | 1  | 6  | -5  |

|  | Clasificados a los octavos de final. |

#### Japón vs. Ecuador
| 23 de mayo | Japón      | 1:1 (0:1) | Ecuador           | Estadio Zdzisław Krzyszkowiak, Bydgoszcz                                        |                                                                                 |
| 20:30      | Yamada 68' | Reporte   | Tagawa 45' (a.g.) | Asistencia: 3 018 espectadores Árbitro(s): Slavko Vinčić VAR: Artur Soares Dias | Asistencia: 3 018 espectadores Árbitro(s): Slavko Vinčić VAR: Artur Soares Dias |

| 1          | Guardameta     | Tomoya Wakahara   |       |
| 5          | Defensa        | Yukinari Sugawara |       |
| 4          | Defensa        | Ayumu Seko        |       |
| 3          | Defensa        | Yuki Kobayashi    |       |
| 2          | Defensa        | Shunki Higashi    |       |
| 6          | Centrocampista | Yūta Gōke         | 66'   |
| 7          | Centrocampista | Hiroki Itō        |       |
| 10         | Centrocampista | Mitsuki Saitō     |       |
| 16         | Centrocampista | Kōta Yamada       | 90+1' |
| 9          | Delantero      | Kōki Saitō        | 46'   |
| 11         | Delantero      | Kyōsuke Tagawa    |       |
| Entrenador | Entrenador     | Masanaga Kageyama |       |

| 1          | Guardameta     | Moisés Ramírez     |     |
| 14         | Defensa        | Richard Mina       |     |
| 4          | Defensa        | Jhon Espinoza      |     |
| 2          | Defensa        | Jackson Porozo     |     |
| 3          | Defensa        | Diego Palacios     |     |
| 20         | Centrocampista | Gonzalo Plata      |     |
| 8          | Centrocampista | José Cifuentes     |     |
| 5          | Centrocampista | Jordy Alcívar      |     |
| 11         | Centrocampista | Alexander Alvarado |     |
| 10         | Delantero      | Jordan Rezabala    | 79' |
| 9          | Delantero      | Leonardo Campana   |     |
| Entrenador | Entrenador     | Jorge Célico       |     |

| 13 | Delantero      | Taisei Miyashiro | 46'   |
| 14 | Delantero      | Jun Nishikawa    | 66'   |
| 20 | Centrocampista | Keito Nakamura   | 90+1' |

| 17 | Defensa | Stiven Plaza | 79' |

| Anotado | 68' | Kōta Yamada | 1–1 |

| Anotado · Autogol | 45' | Kyōsuke Tagawa | 0–1 |

| Amonestado | 30' | Hiroki Itō        |
| Amonestado | 43' | Kōta Yamada       |
| Amonestado | 78' | Yukinari Sugawara |

| Árbitro             | Slavko Vinčić     |
| Árbitros asistentes | Tomaž Klančnik    |
| Árbitros asistentes | Andraž Kovačič    |
| Cuarto árbitro      | Sandro Schärer    |
| VAR                 | Artur Soares Dias |
| Adicionales VAR     | Ammar Al-Jeneibi  |

| 1          | Guardameta     | Tomoya Wakahara   |       |
| 5          | Defensa        | Yukinari Sugawara |       |
| 4          | Defensa        | Ayumu Seko        |       |
| 3          | Defensa        | Yuki Kobayashi    |       |
| 2          | Defensa        | Shunki Higashi    |       |
| 6          | Centrocampista | Yūta Gōke         | 66'   |
| 7          | Centrocampista | Hiroki Itō        |       |
| 10         | Centrocampista | Mitsuki Saitō     |       |
| 16         | Centrocampista | Kōta Yamada       | 90+1' |
| 9          | Delantero      | Kōki Saitō        | 46'   |
| 11         | Delantero      | Kyōsuke Tagawa    |       |
| Entrenador | Entrenador     | Masanaga Kageyama |       |

| 1          | Guardameta     | Moisés Ramírez     |     |
| 14         | Defensa        | Richard Mina       |     |
| 4          | Defensa        | Jhon Espinoza      |     |
| 2          | Defensa        | Jackson Porozo     |     |
| 3          | Defensa        | Diego Palacios     |     |
| 20         | Centrocampista | Gonzalo Plata      |     |
| 8          | Centrocampista | José Cifuentes     |     |
| 5          | Centrocampista | Jordy Alcívar      |     |
| 11         | Centrocampista | Alexander Alvarado |     |
| 10         | Delantero      | Jordan Rezabala    | 79' |
| 9          | Delantero      | Leonardo Campana   |     |
| Entrenador | Entrenador     | Jorge Célico       |     |

| 13 | Delantero      | Taisei Miyashiro | 46'   |
| 14 | Delantero      | Jun Nishikawa    | 66'   |
| 20 | Centrocampista | Keito Nakamura   | 90+1' |

| 17 | Defensa | Stiven Plaza | 79' |

| Anotado | 68' | Kōta Yamada | 1–1 |

| Anotado · Autogol | 45' | Kyōsuke Tagawa | 0–1 |

| Amonestado | 30' | Hiroki Itō        |
| Amonestado | 43' | Kōta Yamada       |
| Amonestado | 78' | Yukinari Sugawara |

| Árbitro             | Slavko Vinčić     |
| Árbitros asistentes | Tomaž Klančnik    |
| Árbitros asistentes | Andraž Kovačič    |
| Cuarto árbitro      | Sandro Schärer    |
| VAR                 | Artur Soares Dias |
| Adicionales VAR     | Ammar Al-Jeneibi  |

| Estadísticas       | Bandera de Japón | Bandera de Ecuador |
| Tiros              | 10               | 12                 |
| Tiros a puerta     | 4                | 4                  |
| Faltas             | 16               | 11                 |
| Saques de esquina  | 5                | 5                  |
| Penaltis           | 0                | 1                  |
| Fueras de juego    | 0                | 1                  |
| Posesión del balón | 35%              | 65%                |

#### Ecuador vs. Italia
| 26 de mayo | Ecuador | 0:1 (0:1) | Italia        | Estadio Zdzisław Krzyszkowiak, Bydgoszcz                                         |                                                                                  |
| 18:00      |         | Reporte   | Pinamonti 15' | Asistencia: 6 717 espectadores Árbitro(s): Adham Makhadmeh VAR: Paweł Raczkowski | Asistencia: 6 717 espectadores Árbitro(s): Adham Makhadmeh VAR: Paweł Raczkowski |

| 1          | Guardameta     | Moisés Ramírez     |     |
| 4          | Defensa        | Jhon Espinoza      | 60' |
| 2          | Defensa        | Jackson Porozo     |     |
| 6          | Defensa        | Gustavo Vallecilla |     |
| 3          | Defensa        | Diego Palacios     |     |
| 10         | Centrocampista | Jordan Rezabala    |     |
| 5          | Centrocampista | Jordy Alcívar      | 78' |
| 8          | Centrocampista | José Cifuentes     |     |
| 20         | Delantero      | Gonzalo Plata      |     |
| 9          | Delantero      | Leonardo Campana   |     |
| 11         | Delantero      | Alexander Alvarado |     |
| Entrenador | Entrenador     | Jorge Célico       |     |

| 1          | Guardameta     | Alessandro Plizzari    |     |
| 14         | Defensa        | Raoul Bellanova        |     |
| 15         | Defensa        | Enrico Del Prato       |     |
| 4          | Defensa        | Matteo Gabbia          |     |
| 13         | Defensa        | Luca Ranieri           |     |
| 3          | Defensa        | Alessandro Tripaldelli |     |
| 20         | Centrocampista | Salvatore Esposito     | 73' |
| 7          | Centrocampista | Davide Frattesi        | 90' |
| 17         | Centrocampista | Luca Pellegrini        |     |
| 11         | Delantero      | Gianluca Scamacca      | 82' |
| 9          | Delantero      | Andrea Pinamonti       |     |
| Entrenador | Entrenador     | Paolo Nicolato         |     |

| 17 | Delantero | Stiven Plaza  | 60' |
| 19 | Delantero | Daniel Segura | 78' |

| 8  | Centrocampista | Andrea Colpani   | 73' |
| 10 | Delantero      | Christian Capone | 82' |
| 19 | Centrocampista | Roberto Alberico | 90' |

| Anotado | 15' | Andrea Pinamonti | 1–0 |

| Amonestado | 65' | Diego Palacios |
| Amonestado | 84' | Gonzalo Plata  |

| Amonestado | 45+2' | Enrico Del Prato  |
| Amonestado | 58'   | Gianluca Scamacca |
| Amonestado | 72'   | Luca Pellegrini   |
| Amonestado | 87'   | Christian Capone  |
| Amonestado | 90+1' | Raoul Bellanova   |

| Expulsado | 41' | Jackson Porozo |

| Árbitro             | Adham Makhadmeh   |
| Árbitros asistentes | Ahmad Al-Roalle   |
| Árbitros asistentes | Mohammad Al-Kalaf |
| Cuarto árbitro      | Sandro Schärer    |
| VAR                 | Paweł Raczkowski  |
| Adicionales VAR     | Jesús Valenzuela  |

| 1          | Guardameta     | Moisés Ramírez     |     |
| 4          | Defensa        | Jhon Espinoza      | 60' |
| 2          | Defensa        | Jackson Porozo     |     |
| 6          | Defensa        | Gustavo Vallecilla |     |
| 3          | Defensa        | Diego Palacios     |     |
| 10         | Centrocampista | Jordan Rezabala    |     |
| 5          | Centrocampista | Jordy Alcívar      | 78' |
| 8          | Centrocampista | José Cifuentes     |     |
| 20         | Delantero      | Gonzalo Plata      |     |
| 9          | Delantero      | Leonardo Campana   |     |
| 11         | Delantero      | Alexander Alvarado |     |
| Entrenador | Entrenador     | Jorge Célico       |     |

| 1          | Guardameta     | Alessandro Plizzari    |     |
| 14         | Defensa        | Raoul Bellanova        |     |
| 15         | Defensa        | Enrico Del Prato       |     |
| 4          | Defensa        | Matteo Gabbia          |     |
| 13         | Defensa        | Luca Ranieri           |     |
| 3          | Defensa        | Alessandro Tripaldelli |     |
| 20         | Centrocampista | Salvatore Esposito     | 73' |
| 7          | Centrocampista | Davide Frattesi        | 90' |
| 17         | Centrocampista | Luca Pellegrini        |     |
| 11         | Delantero      | Gianluca Scamacca      | 82' |
| 9          | Delantero      | Andrea Pinamonti       |     |
| Entrenador | Entrenador     | Paolo Nicolato         |     |

| 17 | Delantero | Stiven Plaza  | 60' |
| 19 | Delantero | Daniel Segura | 78' |

| 8  | Centrocampista | Andrea Colpani   | 73' |
| 10 | Delantero      | Christian Capone | 82' |
| 19 | Centrocampista | Roberto Alberico | 90' |

| Anotado | 15' | Andrea Pinamonti | 1–0 |

| Amonestado | 65' | Diego Palacios |
| Amonestado | 84' | Gonzalo Plata  |

| Amonestado | 45+2' | Enrico Del Prato  |
| Amonestado | 58'   | Gianluca Scamacca |
| Amonestado | 72'   | Luca Pellegrini   |
| Amonestado | 87'   | Christian Capone  |
| Amonestado | 90+1' | Raoul Bellanova   |

| Expulsado | 41' | Jackson Porozo |

| Árbitro             | Adham Makhadmeh   |
| Árbitros asistentes | Ahmad Al-Roalle   |
| Árbitros asistentes | Mohammad Al-Kalaf |
| Cuarto árbitro      | Sandro Schärer    |
| VAR                 | Paweł Raczkowski  |
| Adicionales VAR     | Jesús Valenzuela  |

| Estadísticas       | Bandera de Ecuador | Bandera de Italia |
| Tiros              | 15                 | 7                 |
| Tiros a puerta     | 4                  | 1                 |
| Faltas             | 14                 | 24                |
| Saques de esquina  | 13                 | 1                 |
| Penaltis           | 1                  | 0                 |
| Fueras de juego    | 4                  | 1                 |
| Posesión del balón | 62%                | 38%               |

#### Ecuador vs. México
| 29 de mayo | Ecuador   | 1:0 (1:0) | México | Estadio Municipal de Gdynia, Gdynia                                            |                                                                                |
| 18:00      | Plata 12' | Reporte   |        | Asistencia: 4 208 espectadores Árbitro(s): Ivan Kružliak VAR: Paweł Raczkowski | Asistencia: 4 208 espectadores Árbitro(s): Ivan Kružliak VAR: Paweł Raczkowski |

| 1          | Guardameta     | Moisés Ramírez     |       |
| 4          | Defensa        | Jhon Espinoza      |       |
| 6          | Defensa        | Gustavo Vallecilla |       |
| 14         | Defensa        | Richard Mina       |       |
| 3          | Defensa        | Diego Palacios     |       |
| 5          | Centrocampista | Jordy Alcívar      |       |
| 8          | Centrocampista | José Cifuentes     |       |
| 20         | Centrocampista | Gonzalo Plata      |       |
| 10         | Centrocampista | Jordan Rezabala    | 79'   |
| 11         | Centrocampista | Alexander Alvarado | 90+2' |
| 9          | Delantero      | Leonardo Campana   |       |
| Entrenador | Entrenador     | Jorge Célico       |       |

| 1          | Guardameta     | Carlos Higuera          |     |
| 2          | Defensa        | Kevin Álvarez           | 76' |
| 14         | Defensa        | Oswaldo León            |     |
| 3          | Defensa        | Gilberto Sepúlveda      |     |
| 13         | Defensa        | Mario Trejo             |     |
| 5          | Defensa        | Naelson Cárdenas        |     |
| 4          | Centrocampista | Efraín Orona            |     |
| 20         | Centrocampista | Adrián Lozano           | 59' |
| 19         | Centrocampista | Antonio Figueroa        | 46' |
| 10         | Centrocampista | Diego Lainez            |     |
| 9          | Delantero      | José Juan Macías        |     |
| Entrenador | Entrenador     | Diego Ramírez Deschamps |     |

| 16 | Centrocampista | Sergio Quintero | 79'   |
| 7  | Centrocampista | Luis Estupiñán  | 90+2' |

| 11 | Delantero      | Roberto de la Rosa  | 46' |
| 18 | Centrocampista | Carlos Gutiérrez    | 59' |
| 15 | Centrocampista | Fernando Plascencia | 76' |

| Anotado | 12' | Gonzalo Plata | 1–0 |

| Amonestado | 14'   | José Cifuentes     |
| Amonestado | 44'   | Alexander Alvarado |
| Amonestado | 89'   | Gustavo Vallecilla |
| Amonestado | 90+5' | Moisés Ramírez     |

| Amonestado | 45+2' | Gilberto Sepúlveda |
| Amonestado | 48'   | Roberto de la Rosa |
| Amonestado | 81'   | Efraín Orona       |
| Amonestado | 84'   | Mario Trejo        |
| Amonestado | 84'   | Naelson Cárdenas   |

| Árbitro             | Ivan Kružliak                 |
| Árbitros asistentes | Tomáš Somoláni                |
| Árbitros asistentes | Branislav Hancko              |
| Cuarto árbitro      | Michael Oliver                |
| VAR                 | Paweł Raczkowski              |
| Adicionales VAR     | Alejandro Hernández Hernández |

| 1          | Guardameta     | Moisés Ramírez     |       |
| 4          | Defensa        | Jhon Espinoza      |       |
| 6          | Defensa        | Gustavo Vallecilla |       |
| 14         | Defensa        | Richard Mina       |       |
| 3          | Defensa        | Diego Palacios     |       |
| 5          | Centrocampista | Jordy Alcívar      |       |
| 8          | Centrocampista | José Cifuentes     |       |
| 20         | Centrocampista | Gonzalo Plata      |       |
| 10         | Centrocampista | Jordan Rezabala    | 79'   |
| 11         | Centrocampista | Alexander Alvarado | 90+2' |
| 9          | Delantero      | Leonardo Campana   |       |
| Entrenador | Entrenador     | Jorge Célico       |       |

| 1          | Guardameta     | Carlos Higuera          |     |
| 2          | Defensa        | Kevin Álvarez           | 76' |
| 14         | Defensa        | Oswaldo León            |     |
| 3          | Defensa        | Gilberto Sepúlveda      |     |
| 13         | Defensa        | Mario Trejo             |     |
| 5          | Defensa        | Naelson Cárdenas        |     |
| 4          | Centrocampista | Efraín Orona            |     |
| 20         | Centrocampista | Adrián Lozano           | 59' |
| 19         | Centrocampista | Antonio Figueroa        | 46' |
| 10         | Centrocampista | Diego Lainez            |     |
| 9          | Delantero      | José Juan Macías        |     |
| Entrenador | Entrenador     | Diego Ramírez Deschamps |     |

| 16 | Centrocampista | Sergio Quintero | 79'   |
| 7  | Centrocampista | Luis Estupiñán  | 90+2' |

| 11 | Delantero      | Roberto de la Rosa  | 46' |
| 18 | Centrocampista | Carlos Gutiérrez    | 59' |
| 15 | Centrocampista | Fernando Plascencia | 76' |

| Anotado | 12' | Gonzalo Plata | 1–0 |

| Amonestado | 14'   | José Cifuentes     |
| Amonestado | 44'   | Alexander Alvarado |
| Amonestado | 89'   | Gustavo Vallecilla |
| Amonestado | 90+5' | Moisés Ramírez     |

| Amonestado | 45+2' | Gilberto Sepúlveda |
| Amonestado | 48'   | Roberto de la Rosa |
| Amonestado | 81'   | Efraín Orona       |
| Amonestado | 84'   | Mario Trejo        |
| Amonestado | 84'   | Naelson Cárdenas   |

| Árbitro             | Ivan Kružliak                 |
| Árbitros asistentes | Tomáš Somoláni                |
| Árbitros asistentes | Branislav Hancko              |
| Cuarto árbitro      | Michael Oliver                |
| VAR                 | Paweł Raczkowski              |
| Adicionales VAR     | Alejandro Hernández Hernández |

| Estadísticas       | Bandera de Ecuador | Bandera de México |
| Tiros              | 14                 | 10                |
| Tiros a puerta     | 4                  | 6                 |
| Faltas             | 20                 | 19                |
| Saques de esquina  | 3                  | 3                 |
| Penaltis           | 0                  | 0                 |
| Fueras de juego    | 0                  | 3                 |
| Posesión del balón | 53%                | 47%               |

### Octavos de final

#### Uruguay vs. Ecuador
| 3 de junio | Uruguay    | 1:3 (1:1) | Ecuador                                               | Arena Lublin, Lublin                                                       |                                                                            |
| 17:30      | Araújo 11' | Reporte   | Alvarado 31' (pen.) · Quintero 75' · Plata 83' (pen.) | Asistencia: 10 562 espectadores Árbitro(s): Michael Oliver VAR: Alan Kelly | Asistencia: 10 562 espectadores Árbitro(s): Michael Oliver VAR: Alan Kelly |

| 1          | Guardameta     | Franco Israel      |     |
| 4          | Defensa        | Ezequiel Busquets  | 88' |
| 19         | Defensa        | Ronald Araújo      |     |
| 2          | Defensa        | Bruno Méndez       |     |
| 13         | Defensa        | Emiliano Ancheta   |     |
| 14         | Centrocampista | Francisco Ginella  | 78' |
| 16         | Centrocampista | Nicolás Acevedo    |     |
| 18         | Centrocampista | Juan M. Sanabria   |     |
| 11         | Delantero      | Brian Rodríguez    |     |
| 9          | Delantero      | Darwin Núñez       |     |
| 8          | Delantero      | Santiago Rodríguez | 88' |
| Entrenador | Entrenador     | Gustavo Ferreyra   |     |

| 1          | Guardameta     | Moisés Ramírez     |       |
| 4          | Defensa        | Jhon Espinoza      |       |
| 2          | Defensa        | Jackson Porozo     |       |
| 6          | Defensa        | Gustavo Vallecilla |       |
| 3          | Defensa        | Diego Palacios     |       |
| 8          | Centrocampista | José Cifuentes     | 89'   |
| 16         | Centrocampista | Sergio Quintero    |       |
| 10         | Centrocampista | Jordan Rezabala    | 90+1' |
| 20         | Delantero      | Gonzalo Plata      |       |
| 9          | Delantero      | Leonardo Campana   |       |
| 11         | Delantero      | Alexander Alvarado | 90+3' |
| Entrenador | Entrenador     | Jorge Célico       |       |

| 10 | Delantero      | Nicolás Schiappacasse | 78' |
| 5  | Centrocampista | Martín Barrios        | 88' |
| 7  | Delantero      | Emiliano Gomez        | 88' |

| 5  | Centrocampista | Jordy Alcívar | 89'   |
| 15 | Defensa        | Luis Castillo | 90+1' |
| 19 | Delantero      | Daniel Segura | 90+3' |

| Anotado | 11' | Ronald Araújo | 1–0 |

| Anotado · Penal | 31' | Alexander Alvarado | 1–1 |
| Anotado         | 75' | Sergio Quintero    | 1–2 |
| Anotado · Penal | 83' | Gonzalo Plata      | 1–3 |

| Amonestado | 56' | Ezequiel Busquets |

| Expulsado | 82' | Bruno Méndez |

| Árbitro             | Michael Oliver   |
| Árbitros asistentes | Simon Bennett    |
| Árbitros asistentes | Stuart Burt      |
| Cuarto árbitro      | Ivan Kružliak    |
| Quinto árbitro      | Tomáš Somoláni   |
| VAR                 | Alan Kelly       |
| Adicionales VAR     | Paweł Raczkowski |

| 1          | Guardameta     | Franco Israel      |     |
| 4          | Defensa        | Ezequiel Busquets  | 88' |
| 19         | Defensa        | Ronald Araújo      |     |
| 2          | Defensa        | Bruno Méndez       |     |
| 13         | Defensa        | Emiliano Ancheta   |     |
| 14         | Centrocampista | Francisco Ginella  | 78' |
| 16         | Centrocampista | Nicolás Acevedo    |     |
| 18         | Centrocampista | Juan M. Sanabria   |     |
| 11         | Delantero      | Brian Rodríguez    |     |
| 9          | Delantero      | Darwin Núñez       |     |
| 8          | Delantero      | Santiago Rodríguez | 88' |
| Entrenador | Entrenador     | Gustavo Ferreyra   |     |

| 1          | Guardameta     | Moisés Ramírez     |       |
| 4          | Defensa        | Jhon Espinoza      |       |
| 2          | Defensa        | Jackson Porozo     |       |
| 6          | Defensa        | Gustavo Vallecilla |       |
| 3          | Defensa        | Diego Palacios     |       |
| 8          | Centrocampista | José Cifuentes     | 89'   |
| 16         | Centrocampista | Sergio Quintero    |       |
| 10         | Centrocampista | Jordan Rezabala    | 90+1' |
| 20         | Delantero      | Gonzalo Plata      |       |
| 9          | Delantero      | Leonardo Campana   |       |
| 11         | Delantero      | Alexander Alvarado | 90+3' |
| Entrenador | Entrenador     | Jorge Célico       |       |

| 10 | Delantero      | Nicolás Schiappacasse | 78' |
| 5  | Centrocampista | Martín Barrios        | 88' |
| 7  | Delantero      | Emiliano Gomez        | 88' |

| 5  | Centrocampista | Jordy Alcívar | 89'   |
| 15 | Defensa        | Luis Castillo | 90+1' |
| 19 | Delantero      | Daniel Segura | 90+3' |

| Anotado | 11' | Ronald Araújo | 1–0 |

| Anotado · Penal | 31' | Alexander Alvarado | 1–1 |
| Anotado         | 75' | Sergio Quintero    | 1–2 |
| Anotado · Penal | 83' | Gonzalo Plata      | 1–3 |

| Amonestado | 56' | Ezequiel Busquets |

| Expulsado | 82' | Bruno Méndez |

| Árbitro             | Michael Oliver   |
| Árbitros asistentes | Simon Bennett    |
| Árbitros asistentes | Stuart Burt      |
| Cuarto árbitro      | Ivan Kružliak    |
| Quinto árbitro      | Tomáš Somoláni   |
| VAR                 | Alan Kelly       |
| Adicionales VAR     | Paweł Raczkowski |

| Estadísticas       | Bandera de Uruguay | Bandera de Ecuador |
| Tiros              | 9                  | 11                 |
| Tiros a puerta     | 3                  | 6                  |
| Faltas             | 18                 | 17                 |
| Saques de esquina  | 4                  | 3                  |
| Penaltis           | 0                  | 2                  |
| Fueras de juego    | 0                  | 4                  |
| Posesión del balón | 40%                | 60%                |

### Cuartos de final

#### Estados Unidos vs. Ecuador
| 8 de junio | Estados Unidos | 1:2 (1:2) | Ecuador                      | Estadio Municipal de Gdynia, Gdynia                                           |                                                                               |
| 17:30      | Weah 36'       | Reporte   | Cifuentes 30' · Espinoza 43' | Asistencia: 6 389 espectadores Árbitro(s): Benoît Bastien VAR: Pol van Boekel | Asistencia: 6 389 espectadores Árbitro(s): Benoît Bastien VAR: Pol van Boekel |

| 12         | Guardameta     | David Ochoa             |     |
| 2          | Defensa        | Sergiño Dest            |     |
| 5          | Defensa        | Christopher J. Richards |     |
| 13         | Defensa        | Aboubacar Keita         | 86' |
| 3          | Defensa        | Christopher Gloster     |     |
| 6          | Centrocampista | Christopher J. Durkin   |     |
| 10         | Centrocampista | Paxton Pomykal          |     |
| 8          | Centrocampista | Álex Méndez             | 74' |
| 11         | Delantero      | Timothy Weah            |     |
| 9          | Delantero      | Sebastian Soto          |     |
| 17         | Delantero      | Konrad de la Fuente     | 46' |
| Entrenador | Entrenador     | Tabaré Ramos            |     |

| 1          | Guardameta     | Moisés Ramírez     |     |
| 4          | Defensa        | Jhon Espinoza      |     |
| 2          | Defensa        | Jackson Porozo     |     |
| 6          | Defensa        | Gustavo Vallecilla |     |
| 3          | Defensa        | Diego Palacios     | 57' |
| 8          | Centrocampista | José Cifuentes     |     |
| 16         | Centrocampista | Sergio Quintero    |     |
| 20         | Centrocampista | Gonzalo Plata      |     |
| 10         | Centrocampista | Jordan Rezabala    | 75' |
| 11         | Centrocampista | Alexander Alvarado |     |
| 9          | Delantero      | Leonardo Campana   | 89' |
| Entrenador | Entrenador     | Jorge Célico       |     |

| 18 | Delantero      | Ulysses Llanez Jr. | 46' |
| 20 | Centrocampista | Richard Ledezma    | 74' |
| 19 | Delantero      | Justin Rennicks    | 86' |

| 15 | Defensa        | Luis Castillo | 57' |
| 5  | Centrocampista | Jordy Alcívar | 75' |
| 19 | Delantero      | Daniel Segura | 89' |

| Anotado | 36' | Timothy Weah | 1–1 |

| Anotado | 30' | José Cifuentes | 0–1 |
| Anotado | 43' | Jhon Espinoza  | 1–2 |

| Amonestado | 45+3' | Christopher J. Durkin |
| Amonestado | 77'   | Timothy Weah          |

| Árbitro             | Benoît Bastien     |
| Árbitros asistentes | Hicham Zakrani     |
| Árbitros asistentes | Frédéric Haquette  |
| Cuarto árbitro      | Abdelkader Zitouni |
| Quinto árbitro      | Folio Moeaki       |
| VAR                 | Pol van Boekel     |
| Adicionales VAR     | Paweł Raczkowski   |

| 12         | Guardameta     | David Ochoa             |     |
| 2          | Defensa        | Sergiño Dest            |     |
| 5          | Defensa        | Christopher J. Richards |     |
| 13         | Defensa        | Aboubacar Keita         | 86' |
| 3          | Defensa        | Christopher Gloster     |     |
| 6          | Centrocampista | Christopher J. Durkin   |     |
| 10         | Centrocampista | Paxton Pomykal          |     |
| 8          | Centrocampista | Álex Méndez             | 74' |
| 11         | Delantero      | Timothy Weah            |     |
| 9          | Delantero      | Sebastian Soto          |     |
| 17         | Delantero      | Konrad de la Fuente     | 46' |
| Entrenador | Entrenador     | Tabaré Ramos            |     |

| 1          | Guardameta     | Moisés Ramírez     |     |
| 4          | Defensa        | Jhon Espinoza      |     |
| 2          | Defensa        | Jackson Porozo     |     |
| 6          | Defensa        | Gustavo Vallecilla |     |
| 3          | Defensa        | Diego Palacios     | 57' |
| 8          | Centrocampista | José Cifuentes     |     |
| 16         | Centrocampista | Sergio Quintero    |     |
| 20         | Centrocampista | Gonzalo Plata      |     |
| 10         | Centrocampista | Jordan Rezabala    | 75' |
| 11         | Centrocampista | Alexander Alvarado |     |
| 9          | Delantero      | Leonardo Campana   | 89' |
| Entrenador | Entrenador     | Jorge Célico       |     |

| 18 | Delantero      | Ulysses Llanez Jr. | 46' |
| 20 | Centrocampista | Richard Ledezma    | 74' |
| 19 | Delantero      | Justin Rennicks    | 86' |

| 15 | Defensa        | Luis Castillo | 57' |
| 5  | Centrocampista | Jordy Alcívar | 75' |
| 19 | Delantero      | Daniel Segura | 89' |

| Anotado | 36' | Timothy Weah | 1–1 |

| Anotado | 30' | José Cifuentes | 0–1 |
| Anotado | 43' | Jhon Espinoza  | 1–2 |

| Amonestado | 45+3' | Christopher J. Durkin |
| Amonestado | 77'   | Timothy Weah          |

| Árbitro             | Benoît Bastien     |
| Árbitros asistentes | Hicham Zakrani     |
| Árbitros asistentes | Frédéric Haquette  |
| Cuarto árbitro      | Abdelkader Zitouni |
| Quinto árbitro      | Folio Moeaki       |
| VAR                 | Pol van Boekel     |
| Adicionales VAR     | Paweł Raczkowski   |

| Estadísticas       | Bandera de Estados Unidos | Bandera de Ecuador |
| Tiros              | 11                        | 13                 |
| Tiros a puerta     | 3                         | 5                  |
| Faltas             | 9                         | 12                 |
| Saques de esquina  | 5                         | 4                  |
| Penaltis           | 0                         | 0                  |
| Fueras de juego    | 1                         | 1                  |
| Posesión del balón | 54%                       | 46%                |

### Semifinal

#### Ecuador vs. Corea del Sur
| 11 de junio | Ecuador | 0:1 (0:1) | Corea del Sur | Arena Lublin, Lublin                                                       |                                                                            |
| 20:30       |         | Reporte   | Choi Jun 39'  | Asistencia: 12 614 espectadores Árbitro(s): Michael Oliver VAR: Alan Kelly | Asistencia: 12 614 espectadores Árbitro(s): Michael Oliver VAR: Alan Kelly |

| 1          | Guardameta     | Moisés Ramírez     |     |
| 4          | Defensa        | Jhon Espinoza      | 76' |
| 2          | Defensa        | Jackson Porozo     |     |
| 6          | Defensa        | Gustavo Vallecilla |     |
| 3          | Defensa        | Diego Palacios     |     |
| 8          | Centrocampista | José Cifuentes     |     |
| 16         | Centrocampista | Sergio Quintero    | 83' |
| 10         | Centrocampista | Jordan Rezabala    |     |
| 20         | Delantero      | Gonzalo Plata      |     |
| 9          | Delantero      | Leonardo Campana   |     |
| 11         | Delantero      | Alexander Alvarado |     |
| Entrenador | Entrenador     | Jorge Célico       |     |

| 1          | Guardameta     | Lee Gwang-yeon  |     |
| 2          | Defensa        | Hwang Tae-hyeon |     |
| 4          | Defensa        | Lee Ji-sol      |     |
| 5          | Defensa        | Kim Hyun-woo    |     |
| 3          | Defensa        | Lee Jae-ik      |     |
| 19         | Defensa        | Choi Jun        |     |
| 15         | Centrocampista | Jeong Ho-jin    |     |
| 20         | Centrocampista | Kim Se-yun      | 54' |
| 13         | Centrocampista | Ko Jae-hyeon    | 82' |
| 10         | Delantero      | Lee Kang-in     | 73' |
| 9          | Delantero      | Oh Se-hun       |     |
| Entrenador | Entrenador     | Chung Jung-yong |     |

| 19 | Delantero      | Daniel Segura  | 76' |
| 13 | Centrocampista | Jefferson Arce | 83' |

| 18 | Delantero      | Cho Young-wook | 54' |
| 14 | Centrocampista | Park Tae-jun   | 73' |
| 11 | Delantero      | Um Won-sang    | 82' |

| Anotado | 39' | Choi Jun | 0–1 |

| Amonestado | 56'   | Leonardo Campana |
| Amonestado | 58'   | Gonzalo Plata    |
| Amonestado | 90+1' | José Cifuentes   |

| Amonestado | 61' | Hwang Tae-hyeon |

| Árbitro             | Michael Oliver   |
| Árbitros asistentes | Simon Bennett    |
| Árbitros asistentes | Stuart Burt      |
| Cuarto árbitro      | Daniel Siebert   |
| Quinto árbitro      | Rafael Foltyn    |
| VAR                 | Alan Kelly       |
| Adicionales VAR     | Paweł Raczkowski |

| 1          | Guardameta     | Moisés Ramírez     |     |
| 4          | Defensa        | Jhon Espinoza      | 76' |
| 2          | Defensa        | Jackson Porozo     |     |
| 6          | Defensa        | Gustavo Vallecilla |     |
| 3          | Defensa        | Diego Palacios     |     |
| 8          | Centrocampista | José Cifuentes     |     |
| 16         | Centrocampista | Sergio Quintero    | 83' |
| 10         | Centrocampista | Jordan Rezabala    |     |
| 20         | Delantero      | Gonzalo Plata      |     |
| 9          | Delantero      | Leonardo Campana   |     |
| 11         | Delantero      | Alexander Alvarado |     |
| Entrenador | Entrenador     | Jorge Célico       |     |

| 1          | Guardameta     | Lee Gwang-yeon  |     |
| 2          | Defensa        | Hwang Tae-hyeon |     |
| 4          | Defensa        | Lee Ji-sol      |     |
| 5          | Defensa        | Kim Hyun-woo    |     |
| 3          | Defensa        | Lee Jae-ik      |     |
| 19         | Defensa        | Choi Jun        |     |
| 15         | Centrocampista | Jeong Ho-jin    |     |
| 20         | Centrocampista | Kim Se-yun      | 54' |
| 13         | Centrocampista | Ko Jae-hyeon    | 82' |
| 10         | Delantero      | Lee Kang-in     | 73' |
| 9          | Delantero      | Oh Se-hun       |     |
| Entrenador | Entrenador     | Chung Jung-yong |     |

| 19 | Delantero      | Daniel Segura  | 76' |
| 13 | Centrocampista | Jefferson Arce | 83' |

| 18 | Delantero      | Cho Young-wook | 54' |
| 14 | Centrocampista | Park Tae-jun   | 73' |
| 11 | Delantero      | Um Won-sang    | 82' |

| Anotado | 39' | Choi Jun | 0–1 |

| Amonestado | 56'   | Leonardo Campana |
| Amonestado | 58'   | Gonzalo Plata    |
| Amonestado | 90+1' | José Cifuentes   |

| Amonestado | 61' | Hwang Tae-hyeon |

| Árbitro             | Michael Oliver   |
| Árbitros asistentes | Simon Bennett    |
| Árbitros asistentes | Stuart Burt      |
| Cuarto árbitro      | Daniel Siebert   |
| Quinto árbitro      | Rafael Foltyn    |
| VAR                 | Alan Kelly       |
| Adicionales VAR     | Paweł Raczkowski |

| Estadísticas       | Bandera de Ecuador | Bandera de Corea del Sur |
| Tiros              | 13                 | 8                        |
| Tiros a puerta     | 5                  | 2                        |
| Faltas             | 18                 | 15                       |
| Saques de esquina  | 8                  | 4                        |
| Penaltis           | 0                  | 0                        |
| Fueras de juego    | 4                  | 1                        |
| Posesión del balón | 58%                | 42%                      |

### Partido por el 3.º puesto

#### Italia vs. Ecuador
| 14 de junio | Italia | 0:1 (0:0, 0:0) | Ecuador   | Estadio Municipal de Gdynia, Gdynia                                                             |                                                                                                 |
| 20:30       |        | Reporte        | Mina 104' | Asistencia: 8 937 espectadores Árbitro(s): Jesús Gil Manzano VAR: Alejandro Hernández Hernández | Asistencia: 8 937 espectadores Árbitro(s): Jesús Gil Manzano VAR: Alejandro Hernández Hernández |

| 12         | Guardameta     | Marco Carnesecchi      |     |
| 2          | Defensa        | Antonio Candela        |     |
| 4          | Defensa        | Matteo Gabbia          |     |
| 15         | Defensa        | Enrico Del Prato       |     |
| 13         | Defensa        | Luca Ranieri           |     |
| 3          | Defensa        | Alessandro Tripaldelli | 82' |
| 20         | Centrocampista | Salvatore Esposito     | 62' |
| 6          | Centrocampista | Davide Bettella        |     |
| 19         | Centrocampista | Roberto Alberico       |     |
| 16         | Delantero      | Gabriele Gori          | 62' |
| 10         | Delantero      | Christian Capone       |     |
| Entrenador | Entrenador     | Paolo Nicolato         |     |

| 1          | Guardameta     | Moisés Ramírez     |      |
| 4          | Defensa        | Jhon Espinoza      | 60'  |
| 2          | Defensa        | Jackson Porozo     |      |
| 6          | Defensa        | Gustavo Vallecilla |      |
| 3          | Defensa        | Diego Palacios     |      |
| 8          | Centrocampista | José Cifuentes     |      |
| 5          | Centrocampista | Jordy Alcívar      | 112' |
| 20         | Centrocampista | Gonzalo Plata      |      |
| 10         | Centrocampista | Jordan Rezabala    | 83'  |
| 11         | Centrocampista | Alexander Alvarado | 119' |
| 9          | Delantero      | Leonardo Campana   |      |
| Entrenador | Entrenador     | Jorge Célico       |      |

| 18 | Delantero      | Marco Olivieri  | 62' |
| 8  | Centrocampista | Andrea Colpani  | 62' |
| 17 | Defensa        | Luca Pellegrini | 82' |

| 14 | Defensa        | Richard Mina    | 60'  |
| 16 | Centrocampista | Sergio Quintero | 83'  |
| 18 | Defensa        | Luis Loor       | 112' |
| 15 | Defensa        | Luis Castillo   | 119' |

| Anotado | 104' | Richard Mina | 0–1 |

| Amonestado | 20'  | Antonio Candela  |
| Amonestado | 88'  | Christian Capone |
| Amonestado | 98'  | Marco Olivieri   |
| Amonestado | 103' | Matteo Gabbia    |

| Amonestado | 43' | Gustavo Vallecilla |
| Amonestado | 88' | Sergio Quintero    |
| Amonestado | 95' | Gonzalo Plata      |

| Árbitro             | Jesús Gil Manzano             |
| Árbitros asistentes | Ángel Nevado Rodríguez        |
| Árbitros asistentes | Diego Barbero Sevilla         |
| Cuarto árbitro      | Mustapha Ghorbal              |
| Quinto árbitro      | Mahmoud Ahmed                 |
| VAR                 | Alejandro Hernández Hernández |
| Adicionales VAR     | Khamis Al-Marri               |

| 12         | Guardameta     | Marco Carnesecchi      |     |
| 2          | Defensa        | Antonio Candela        |     |
| 4          | Defensa        | Matteo Gabbia          |     |
| 15         | Defensa        | Enrico Del Prato       |     |
| 13         | Defensa        | Luca Ranieri           |     |
| 3          | Defensa        | Alessandro Tripaldelli | 82' |
| 20         | Centrocampista | Salvatore Esposito     | 62' |
| 6          | Centrocampista | Davide Bettella        |     |
| 19         | Centrocampista | Roberto Alberico       |     |
| 16         | Delantero      | Gabriele Gori          | 62' |
| 10         | Delantero      | Christian Capone       |     |
| Entrenador | Entrenador     | Paolo Nicolato         |     |

| 1          | Guardameta     | Moisés Ramírez     |      |
| 4          | Defensa        | Jhon Espinoza      | 60'  |
| 2          | Defensa        | Jackson Porozo     |      |
| 6          | Defensa        | Gustavo Vallecilla |      |
| 3          | Defensa        | Diego Palacios     |      |
| 8          | Centrocampista | José Cifuentes     |      |
| 5          | Centrocampista | Jordy Alcívar      | 112' |
| 20         | Centrocampista | Gonzalo Plata      |      |
| 10         | Centrocampista | Jordan Rezabala    | 83'  |
| 11         | Centrocampista | Alexander Alvarado | 119' |
| 9          | Delantero      | Leonardo Campana   |      |
| Entrenador | Entrenador     | Jorge Célico       |      |

| 18 | Delantero      | Marco Olivieri  | 62' |
| 8  | Centrocampista | Andrea Colpani  | 62' |
| 17 | Defensa        | Luca Pellegrini | 82' |

| 14 | Defensa        | Richard Mina    | 60'  |
| 16 | Centrocampista | Sergio Quintero | 83'  |
| 18 | Defensa        | Luis Loor       | 112' |
| 15 | Defensa        | Luis Castillo   | 119' |

| Anotado | 104' | Richard Mina | 0–1 |

| Amonestado | 20'  | Antonio Candela  |
| Amonestado | 88'  | Christian Capone |
| Amonestado | 98'  | Marco Olivieri   |
| Amonestado | 103' | Matteo Gabbia    |

| Amonestado | 43' | Gustavo Vallecilla |
| Amonestado | 88' | Sergio Quintero    |
| Amonestado | 95' | Gonzalo Plata      |

| Árbitro             | Jesús Gil Manzano             |
| Árbitros asistentes | Ángel Nevado Rodríguez        |
| Árbitros asistentes | Diego Barbero Sevilla         |
| Cuarto árbitro      | Mustapha Ghorbal              |
| Quinto árbitro      | Mahmoud Ahmed                 |
| VAR                 | Alejandro Hernández Hernández |
| Adicionales VAR     | Khamis Al-Marri               |

| Estadísticas       | Bandera de Italia | Bandera de Ecuador |
| Tiros              | 12                | 23                 |
| Tiros a puerta     | 2                 | 7                  |
| Faltas             | 18                | 26                 |
| Saques de esquina  | 3                 | 5                  |
| Penaltis           | 1                 | 0                  |
| Fueras de juego    | 1                 | 1                  |
| Posesión del balón | 48%               | 52%                |

## Estadísticas

### Participación de jugadores
| N.° | Pos        | Jugador         | PJ | Minutos jugados | Goles recibidos | Atajos | Tarjetas amarillas | Doble tarjeta amarilla y roja | Tarjetas rojas |
| --- | ---------- | --------------- | -- | --------------- | --------------- | ------ | ------------------ | ----------------------------- | -------------- |
| 1   | Guardameta | Moisés Ramírez  | 7  | 660             | 5               | 25     | 1                  | 0                             | 0              |
| 12  | Guardameta | Pierre Bellolio | 0  | 0               | 0               | 0      | 0                  | 0                             | 0              |
| 21  | Guardameta | Johan Lara      | 0  | 0               | 0               | 0      | 0                  | 0                             | 0              |

| N.° | Pos            | Jugador            | PJ | Minutos jugados | Goles | Asistencias | Tarjetas Amarillas | Doble tarjeta amarilla y roja | Tarjetas rojas |
| --- | -------------- | ------------------ | -- | --------------- | ----- | ----------- | ------------------ | ----------------------------- | -------------- |
| 2   | Defensa        | Jackson Porozo     | 6  | 521             | 0     | 0           | 0                  | 0                             | 1              |
| 3   | Defensa        | Diego Palacios     | 7  | 627             | 0     | 0           | 1                  | 0                             | 0              |
| 4   | Defensa        | Jhon Espinoza      | 7  | 556             | 1     | 0           | 0                  | 0                             | 0              |
| 5   | Centrocampista | Jordy Alcívar      | 6  | 386             | 0     | 0           | 0                  | 0                             | 0              |
| 6   | Defensa        | Gustavo Vallecilla | 6  | 540             | 0     | 2           | 2                  | 0                             | 0              |
| 7   | Centrocampista | Luis Estupiñán     | 1  | 0               | 0     | 0           | 0                  | 0                             | 0              |
| 8   | Centrocampista | José Cifuentes     | 7  | 659             | 1     | 0           | 2                  | 0                             | 0              |
| 9   | Delantero      | Leonardo Campana   | 7  | 659             | 0     | 1           | 1                  | 0                             | 0              |
| 10  | Centrocampista | Jordan Rezabala    | 7  | 586             | 0     | 0           | 0                  | 0                             | 0              |
| 11  | Delantero      | Alexander Alvarado | 7  | 659             | 1     | 0           | 1                  | 0                             | 0              |
| 13  | Centrocampista | Jefferson Arce     | 1  | 7               | 0     | 0           | 0                  | 0                             | 0              |
| 14  | Defensa        | Richard Mina       | 3  | 240             | 1     | 0           | 0                  | 0                             | 0              |
| 15  | Defensa        | Luis Castillo      | 3  | 34              | 0     | 0           | 0                  | 0                             | 0              |
| 16  | Centrocampista | Sergio Quintero    | 5  | 311             | 1     | 0           | 1                  | 0                             | 0              |
| 17  | Delantero      | Stiven Plaza       | 2  | 41              | 0     | 0           | 0                  | 0                             | 0              |
| 18  | Defensa        | Luis Loor          | 1  | 8               | 0     | 0           | 0                  | 0                             | 0              |
| 19  | Delantero      | Daniel Segura      | 4  | 27              | 0     | 0           | 0                  | 0                             | 0              |
| 20  | Delantero      | Gonzalo Plata      | 7  | 660             | 2     | 0           | 3                  | 0                             | 0              |

### Goleadores
| N.°   | Jugador            | Anotado | PJ | Prom. | Jugada | Cabeza | TL | Penal |
| ----- | ------------------ | ------- | -- | ----- | ------ | ------ | -- | ----- |
| 1     | Gonzalo Plata      | 2       | 7  | 0.29  | 1      | 0      | 0  | 1     |
| 2     | Alexander Alvarado | 1       | 7  | 0.14  | 0      | 0      | 0  | 1     |
| 2     | Sergio Quintero    | 1       | 5  | 0.2   | 1      | 0      | 0  | 0     |
| 2     | José Cifuentes     | 1       | 7  | 0.14  | 1      | 0      | 0  | 0     |
| 2     | Jhon Espinoza      | 1       | 7  | 0.14  | 1      | 0      | 0  | 0     |
| 2     | Richard Mina       | 1       | 3  | 0.25  | 1      | 0      | 0  | 0     |
| Total | Total              | 7       | 7  | 1     | 5      | 0      | 0  | 2     |

### Asistencias
| N.°   | Jugador            | Asistencia | Jugada | Cabeza | TL | SdE |
| ----- | ------------------ | ---------- | ------ | ------ | -- | --- |
| 1     | Gustavo Vallecilla | 2          | 2      | 0      | 0  | 0   |
| 2     | Leonardo Campana   | 1          | 1      | 0      | 0  | 0   |
| Total | Total              | 3          | 3      | 0      | 0  | 0   |

### Distinciones y Premios
| Premio          |                 | Jugador       | Selección |
| --------------- | --------------- | ------------- | --------- |
| Balón de Bronze | Balón de Bronce | Gonzalo Plata | Ecuador   |